# Sylvestre Amoussou
Sylvestre Amoussou (* 31. Dezember 1964, Benin) ist ein beninischer Filmschauspieler und -regisseur.

## Werdegang
Amoussou wurde am 31. Dezember 1964 geboren. In der Internet Movie Database, einer Online-Datenbank u. a. zu Filmen und Fernsehserien, ist der französische Film Black Mic-Mac 2 aus dem Jahr 1988 die früheste für ihn als Schauspieler hinterlegte Filmrolle. Er lebte etwa 20 Jahre in Frankreich, als er sich aufgrund des von ihm empfundenen Mangels an interessanten Rollen für farbige Schauspieler entschied, auch als Filmregisseur zu arbeiten. Nach mehreren Kurzfilmen entstand 2006 sein erster Spielfilm Africa Paradis.

## Filmografie (Auswahl)

### Als Schauspieler
- 1988: Black Mic-Mac 2
- 1996: Fantôme avec Chauffeur
- 2003: Paris selon Moussa
- 2006: Africa Paradis
- 2017: Afrikanisches Gewitter – ein Kontinent unter Einfluss (L’Orage Africain – Un Continent sous Influence)

### Als Regisseur
- 2006: Africa Paradis
- 2017: Afrikanisches Gewitter – ein Kontinent unter Einfluss (L’Orage Africain – Un Continent sous Influence)